# Giải đua ô tô Công thức 1 Hàn Quốc
Giải đua ô tô Công thức 1 Hàn Quốc (tiếng Hàn: 코리아 그랑프리) là một chặng đua công thức 1 đã được tổ chức tại Hàn Quốc từ năm 2010 đến năm 2013.

## Lịch sử
Vào ngày 2 tháng 10 năm 2006, người ta đã xác nhận rằng sự kiện này sẽ diễn ra vào năm 2010 và sẽ được tổ chức tại trường đua Korea International Circuit ở Yeongam. Nó cũng được tiết lộ rằng cuộc đua sẽ được tổ chức bởi một công ty tư nhân. Thỏa thuận có thời hạn bảy năm với tùy chọn năm năm cho phép cuộc đua được tổ chức cho đến năm 2021. Bất chấp sự xác nhận này, giải đua ô tô Công thức 1 Hàn Quốc không có trong bất kỳ lịch tạm thời nào của năm 2010 do Ban quản lý Công thức 1 phát hành. Sau khi phê duyệt tài trợ cho sự kiện này, Hàn Quốc đã được ấn định ngày 17 tháng 10 trên lịch năm 2010 do Liên đoàn Ô tô Quốc tế (FIA) công bố vào ngày 21 tháng 9 năm 2009. 
Vào ngày 10 tháng 12 năm 2009, những người tổ chức sự kiện đã thông báo rằng họ đang đi đúng lịch trình, với kế hoạch kết thúc vòng đua vào ngày 5 tháng 7 năm 2010, mặc dù họ thừa nhận rằng vấn đề lớn nhất của họ là tìm chỗ ở cho tất cả nhân viên Công thức 1 và khán giả. Ban tổ chức cũng loại trừ khả năng tổ chức cuộc đua vào ban đêm cho đến khi họ có thêm kiến thức và kinh nghiệm điều hành một giải Grand Prix. Bất chấp tất cả các xác nhận, vẫn có rủi ro là vòng đua có thể không diễn ra đúng giờ, tuy nhiên điều này đã bị bác bỏ bởi ban tổ chức cuộc đua. Họ đã nói rằng chặng đua sẽ diễn ra trước thời hạn.

## Tất cả các tay đua giành chiến thắng
Tất cả các chặng đua được tổ chức tại Yeongam.
| Mùa giải        | Tay đua          | Đội đua                 | Chi tiết |
| --------------- | ---------------- | ----------------------- | -------- |
| 2010            | Fernando Alonso  | Ferrari                 | Chi tiết |
| 2011            | Sebastian Vettel | Red Bull Racing-Renault | Chi tiết |
| 2012            | Sebastian Vettel | Red Bull Racing-Renault | Chi tiết |
| 2013            | Sebastian Vettel | Red Bull Racing-Renault | Chi tiết |
| Nguồn thu nhập: |                  |                         |          |